# ۱ آوریل
۱ آوریل نود و یکمین (در سال‌های کبیسه نود و دومین) روز سال در گاه‌شماری میلادی است. ۲۷۴ روز تا پایان سال باقی است.

## زادروزها
- ۱۸۹۸ - ویلیام جیمز سایدیس، ریاضی‌دان، کیهان‌شناس و زبان‌شناس آمریکایی
- ۱۱۳۵ - قاضی فاضل، شاعر، کاتب و قاضی فلسطینی
- ۱۸۱۵ - اتو فون بیسمارک، سیاستمدار و نخستین صدراعظم آلمان
- ۱۹۰۸ - آبراهام مزلو، روانشناس آمریکایی
- ۱۹۲۷ - فرانس پوشکاش، فوتبالیست مجارستانی
- ۱۹۲۹ - میلان کوندرا، نویسنده و شاعر اهل چکسلواکی
- ۱۹۳۷ - ییلماز گونی، نویسنده و کارگردان اهل ترکیه
- ۱۹۴۱ – آجیت وادکار، بازیکن کریکت اهل هند (د. ۲۰۱۸)
- ۱۹۵۹ – ندا خوری،  شاعر اسرائیلی.[۱]

## درگذشت‌ها
- ۱۹۵۴ - احمد آغ‌دامسکی، خواننده و بازیگر اهل جمهوری آذربایجان
- ۲۰۱۷ – آلبرتو آسیرلی، دوچرخه‌سوار اهل ایتالیا (ز. ۱۹۳۶)

## مناسبت‌ها
- روز ملی درختکاری در کشور تانزانیا[۲]